# Острів Хвостова
Острів Хвостова (англ. Khvostof Island, алеут. Atanax̂) — безлюдний острів у складі Щурячих островів, що відносять до Алеутського архіпелагу. Острів був відкритий російським мореплавцем і названий на честь мандрівника Миколи Хвостова. Західний берег острову круто підіймається з моря на висоту 256 м. Східний - відносно плоске та пологе плато. Острів є залишком від великого вулкану, який вибухнув під час виверження у Третинного періоду. Розміри острову 2 км Х 2,74 км.